# Liocranchia reinhardti
Liocranchia reinhardti е вид главоного от семейство Cranchiidae. Видът не е застрашен от изчезване.

## Разпространение и местообитание
Разпространен е в Австралия, Гвинея, Канада, Китай, Колумбия, Либерия, Намибия, Панама, Папуа Нова Гвинея, Перу, САЩ (Хавайски острови), Сенегал, Сиера Леоне, Суринам, Филипини и Япония.
Обитава крайбрежията на морета в райони с тропически и субтропичен климат. Среща се на дълбочина от 19 до 3070 m, при температура на водата от 2,7 до 27,8 °C и соленост 34,2 – 36,5 ‰.